# 50 groszy 1923

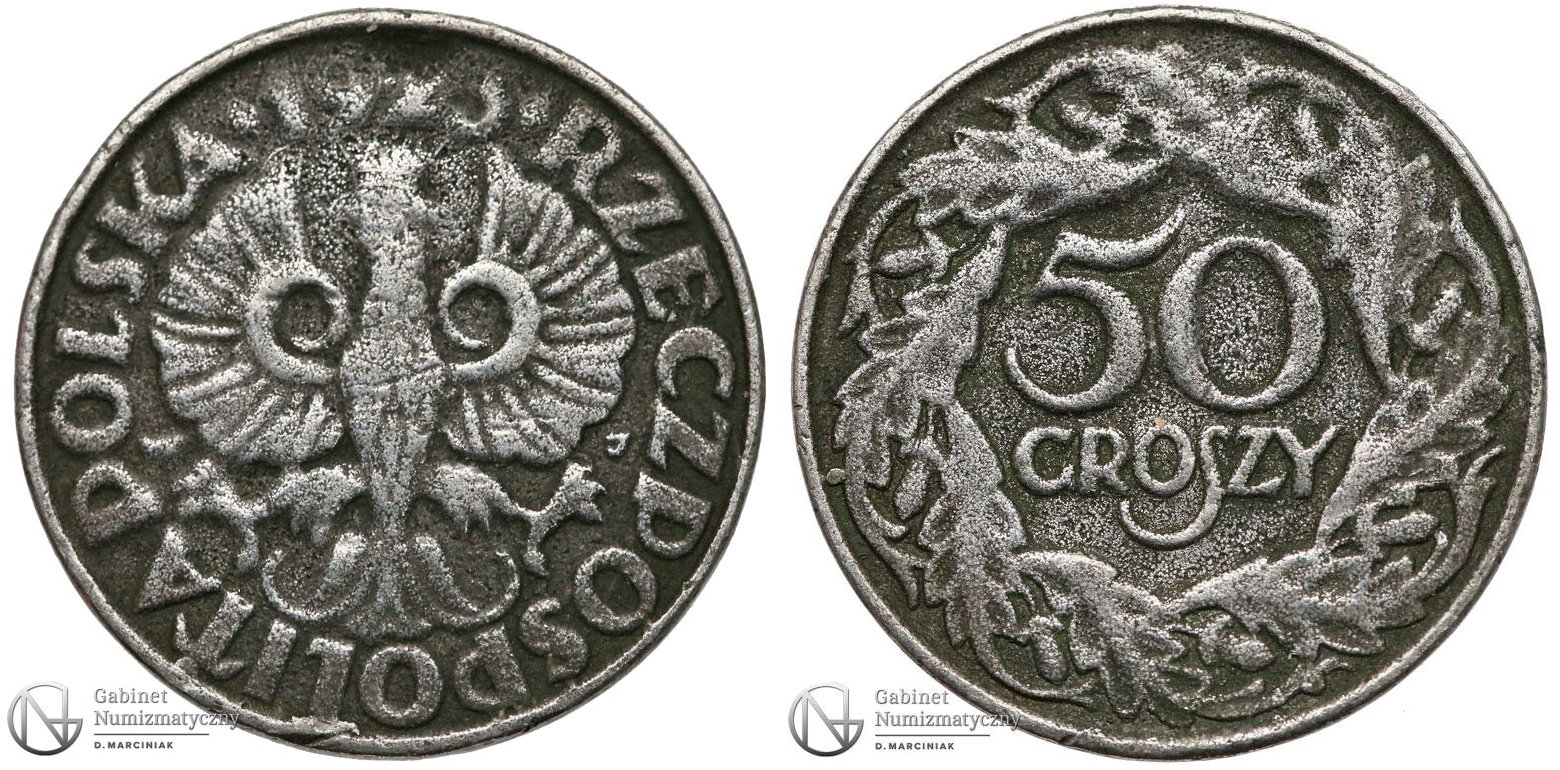
Fałszerstwo z epoki

50 groszy 1923 – moneta pięćdziesięciogroszowa, wybita w niklu, wprowadzona do obiegu 1 lipca 1924 r. (Dz.U. z 1924 r. nr 34, poz. 351), wycofana z dniem reformy walutowej z 30 października 1950 r.
W niektórych opracowaniach z początku XXI w. jako data wprowadzenia do obiegu pięćdziesięciogroszówki podawany jest 31 maja 1924 r, czyli dzień wejścia w życie rozporządzenia o ustaleniu wzorów monet (Dz.U. z 1924 r. nr 45, poz. 476).
Na monecie nie ma umieszczonego znaku mennicy.

## Awers
W centralnym punkcie umieszczono godło – stylizowanego orła w koronie, powyżej rok „1923", dookoła napis „RZECZPOSPOLITA POLSKA” oraz inicjały WJ projektanta.

## Rewers
Na tej stronie monety znajdują się cyfry „50", pod spodem napis „GROSZY”, całość otoczona ozdobnym wieńcem.
Rewers jest identyczny z rewersem monety 50 groszy 1938.

## Nakład
W monetę z datą 1923 bito w latach 1924–1925 w niklu, na krążku o średnicy 23 mm, masie 5 gramów, z rantem gładkim, w trzech mennicach:
- szwajcarskiej Huguenin Frs w Le Locle,
- holenderskiej S'Rijks Munt w Utrechcie,
- austriackiej Hauptmünzamt w Wiedniu.

Całkowity nakład monety to 100 000 000 sztuk (12 000 000 Le Locle, 14 000 000 Utrecht, 74 000 000 Wiedeń).

## Opis
Z formalnego punktu widzenia moneta nigdy nie została wycofana z obiegu żadnym aktem prawnym, była więc środkiem płatniczym w całym okresie Generalnego Gubernatorstwa. Dekret PKWN z 24 sierpnia 1944 r. pozostawiał w obiegu wszystkie monety groszowe, aż do reformy walutowej z 30 października 1950 r. Po tym dniu, w obiegu znajdować się mogły wyłącznie monety emitowane przez Narodowy Bank Polski.
Na podstawie zarządzenia prezesa Narodowego Banku Polskiego nr 5 z dnia 4 czerwca 1957 r., moneta w cenie nominału była wymieniana w kasach NBP jeszcze w latach 60. XX wieku.
Od pewnego czasu wśród kolekcjonerów trwają próby znalezienia powtarzalnych różnic pomiędzy monetami, w celu powiązania ich z właściwą mennicą. W zależności od autora, udało się zidentyfikować od trzech do sześciu wariantów awersu lub rewersu. Niektórzy z nich w swoich pracach, na podstawie analizy porównawczej i statystycznej, przypisują rozpoznane stemple odpowiedniej mennicy w Le Locle, Utrechcie bądź Wiedniu.
W tablicy 21. książki „Mennica Warszawska 1765–1965” W.Terleckiego umieszczono niepotwierdzoną w innych źródłach informację o wybiciu w Warszawie monety 50 groszy 1923:
- w roku 1936 – 19 460 000 sztuk,
- w roku 1938 – 12 800 000 sztuk.

We wspomnianej pracy liczby te zostały uwzględnione w ogólnej liczbie monet wybitych w mennicy w Warszawie, jednak w samej treści książki brak jest jakiejkolwiek wzmianki o wybiciu monet 50 groszy z datą 1923 w Mennicy Państwowej. Być może autor miał na myśli stalowe monety 50 groszy 1938 przygotowywane na wypadek wojny – zgadza się wielkość emisji, ale monety te były bite w latach 1938 i 1939.

## Wersje próbne
W katalogach podana jest informacja o wybiciu z datą 1923 próbnych wersji monety:
- w mosiądzu (30 sztuk),
- w niklu (znak mennicy Warszawa, wypukły napis PRÓBA),
- w niklu (mennica Le Locle, w środku cyfry 0 pionowy napis HUGUENIN).

Istnieje wersja lustrzana monety wybita w nieznanym nakładzie.
Z datą 1938 z wypukłym napisem „PRÓBA” wybito wersję monety w brązie, stali i aluminium, oraz w stali na krążku o średnicy zwiększonej do 24,5 mm.
Z datą 1938 istnieją wersje z napisem „PRÓBA” skierowanego do masowej produkcji projektu ze zmieniony wzorem awersu, w żelazie, żelazie niklowanym, aluminium (również bez napisu „PRÓBA”), jednostronna odbitka rewersu, klipa bez napisu „PRÓBA”, oraz egzemplarze w żelazie i żelazie niklowanym o zwiększonej do 24,5 mm średnicy krążka.
W katalogach przedstawione są również pierwszy projekty pięćdziesięciogroszówki z 1919.